# 梅迪利亚
梅迪利亚（義大利語：Mediglia），是意大利米兰省的一个市镇。总面积21平方公里，人口12075人，人口密度575.0人/平方公里（2009年）。国家统计（ISTAT）代码为015139。